# Villacidro
Villacidro (sardisk: Biddade Cidru, Biddexìdru) er en by og en kommune (comune) i provinsen Sud Sardegna i regionen Sardinien i Italien. Byen ligger i 267 meters højde og har 14.076 indbyggere (2016). Kommunen har et areal på 183,48 km² og grænser til kommunerne Domusnovas, Gonnosfanadiga, Iglesias, San Gavino Monreale, Sanluri, Serramanna, Vallermosa og Villasor.